# 大吉尔格郎河

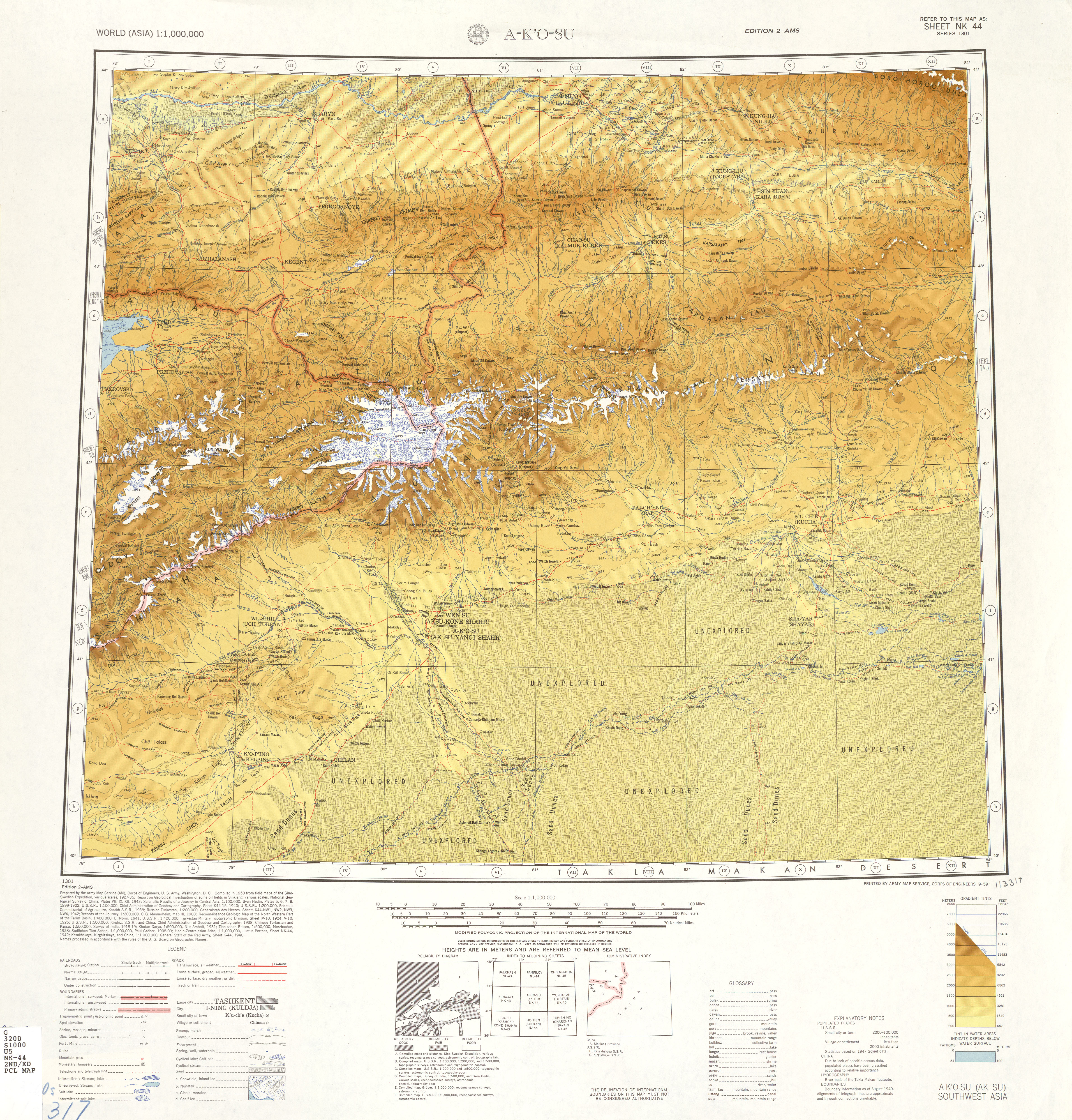
新疆西部地区的地形图，大吉尔格郎河在图中右上方，标注为Jargalan。

大吉尔格郎河，位于中华人民共和国新疆维吾尔自治区伊犁哈萨克自治州的一条河流，是巩留县与新源县之间的界河，特克斯河右岸支流。发源于新源县南部那拉提山北麓的那孜－确鹿特草地自然保护区确鲁特（乔鲁特）达坂，自东向西流，出山口后进入南侧为那提拉山、北侧为沙里克提山（加乌尔山）之间狭长的山间盆地－莫乎尔盆地。西北流约30千米，于新源县喀拉布拉镇孜勒塔勒村注入特克斯河山口水库库区。河流全长117千米，流域面积2191平方千米。